# Greve Landsby
Greve Landsby – miasto w Danii, w regionie Zelandia, w gminie Greve.